# 罗马尼亚录音制品制作人联盟
罗马尼亚录音制品制作人联盟（縮寫為：UPFR），是於1996年成立的羅馬尼亞音樂協會。

## 外部連結
- 官方网站